# Ildhesten
Ildhesten (originaltitel The Iron Horse) er en amerikansk stumfilm fra 1924 af John Ford.

## Medvirkende
- George O'Brien som Davy Brandon
- Madge Bellamy som Miriam Marsh
- Charles Edward Bull som Abraham Lincoln
- Cyril Chadwick som Peter Jesson
- Will Walling som Thomas Marsh
- Francis Powers som Slattery
- J. Farrell MacDonald som Corporal Casey
- Jim Welch som Mackay